# Opas lugens
Opas lugens là một loài nhện trong họ Tetragnathidae.
Loài này thuộc chi Opas. Opas lugens được Octavius Pickard-Cambridge miêu tả năm 1896.